# USS Hutchins (DD-476)
L'USS Hutchins (DD-476) est un destroyer de la classe Fletcher en service dans la Marine des États-Unis pendant la Seconde Guerre mondiale. Il a été nommé en l'honneur du lieutenant Carlton B. Hutchins (1904-1938), aviateur de la marine (US Navy), qui, bien que mortellement blessé, a pu rester aux commandes de son avion et permettre à l'équipage survivant de se parachuter en toute sécurité et a reçu la médaille d'honneur à titre posthume.

## Construction
Sa quille est posée le 27 septembre 1941 au chantier naval Charlestown Navy Yard de Boston, dans le Massachusetts. Il est lancé le 20 février 1942 ; parrainée par Mme C.B. Hutchins, veuve du Lieutenant Hutchins, et mis en service le 17 novembre 1942. Il était prévu qu'il soit l'un des six destroyers de la classe Fletcher construits avec une catapulte pour un hydravion, mais le projet a été abandonné.
Le Hutchins est entré en service en 1942 et a été affecté à la flotte du Pacifique (Pacific fleet) en mars 1943. Le Hutchins a participé aux campagnes des îles Aléoutiennes, aux débarquements amphibies du Cap Gloucester, à l'opération Wakde-Sarmi et à Iwo Jima. Le 25 avril 1945, le destroyer est attaqué par un bateau suicide et gravement endommagé. Toujours en réparation à la fin de la guerre, il est désarmé en 1945 et vendu à la casse en 1948.

## Historique

### 1943
Après avoir effectué une croisière d'essai dans la baie de Casco, dans le Maine, le Hutchins a quitté Boston le 17 mars 1943 et a escorté deux pétroliers jusqu'à Galveston, au Texas. De là, il a traversé le canal de Panama jusqu'à San Diego, où il est arrivé le 11 avril. Après un voyage d'escorte vers la Nouvelle-Calédonie et Espiritu Santo, le Hutchins est arrivé à Pearl Harbor le 30 mai pour l'ajout de deux supports jumeaux de canons de 40 mm au milieu du navire.
Le 25 juin, alors qu'il testait ses canons dans les eaux hawaïennes, une panne électrique a provoqué le tir d'un canon dans la cheminée du Hutchins, tuant neuf personnes et en blessant vingt. Pendant qu'il est réparé à Pearl Harbor, le navire est équipé du dernier matériel du Centre d'information de combat (Combat information center - CIC).
Le navire est retourné à San Diego le 11 juillet 1943 pour s'entraîner et a pris la mer avec un groupe de navires de débarquement de chars (Landing Ship Tank - LST) sept jours plus tard pour le voyage vers l'île Adak dans les Aléoutiennes. Il a participé à l'occupation de Kiska le 15 août après que les Japonais aient quitté l'île et, au cours des mois suivants, il a patrouillé et participé à des manœuvres d'entraînement de la flotte.
Le Hutchins quitta le Pacifique Nord le 18 novembre 1943 pour la baie de Milne, en Nouvelle-Guinée, et protégea les LST lors des débarquements au Cap Gloucester. Conçus pour sécuriser les importants détroits entre la Nouvelle-Bretagne et la Nouvelle-Guinée, les débarquements ont commencé le 26 décembre. Le Hutchins et les autres navires de contrôle ont fait l'objet d'attaques aériennes intenses dans les jours qui ont suivi, le Hutchins ayant abattu un avion et aidé à en abattre un autre. Après avoir escorté un convoi de soutien à Cape Gloucester depuis Buna, en Nouvelle-Guinée continentale, le destroyer s'est rendu avec un autre groupe de LST à Saidor, plus loin sur la côte de la Nouvelle-Guinée. Au cours d'un grain de pluie, il est entré en collision avec un autre destroyer dans la zone d'assaut encombrée et a été contraint de se rendre à Cairns, en Australie, le 16 janvier 1944 pour faire réparer sa proue.

### 1944
Le Hutchins quitte Cairns le 22 février et, après des exercices tactiques de nuit, appareille le 28 février avec le groupe amphibie de l'amiral Daniel E. Barbey pour les île de l'Amirauté. Arrivé le lendemain, le navire a effectué un bombardement à terre de Manus, une base qui allait devenir vitale dans les campagnes à venir, et avec le contre-amiral Victor Crutchley de la Royal Navy, à bord du croiseur lourd HMAS Shropshire, il a établi une patrouille au large de Manus. À la fin du mois de mars et en avril, le Hutchins et d'autres destroyers bombardent Wewak et la baie de Hansa, afin de faire diversion pour l'assaut prévu à Hollandia.
Parti du cap Sudest le 18 avril, le Hutchins est arrivé à Hollandia le 22 avril et, avec d'autres unités de la flotte, a appuyé l'assaut initial avec des tirs de canon, puis s'est retiré pour protéger les transporteurs d'escorte. Le 10 mai, il s'est rendu au sud de Truk pour récupérer les survivants d'un raid de bombardiers Consolidated B-24 Liberator sur la forteresse japonaise, avant de revenir pour la prochaine étape de la campagne de Nouvelle-Guinée.
Le Hutchins a ensuite pris part à l'opération Wakde-Sarmi le 17 mai. Après des bombardements à terre et des opérations d'écran, il se rendit à Biak dix jours plus tard. Début juin, il opère avec la Task Force 74 au large de Biak. Dans la nuit du 8 juin, les navires ont détecté une force japonaise approchant du nord-ouest. Les destroyers japonais ont largué leurs barges de transport de troupes avec le Hutchins et le reste de la force de Crutchley à leur poursuite, échangeant des tirs à longue portée. Les navires alliés ont mis fin à la poursuite juste avant 2h30 et sont retournés dans la zone d'assaut.
En juillet, le Hutchins a fourni des tirs d'appui aux débarquements de Noemfoor et a opéré avec des vedettes-torpilleurs (PT boat) dans la zone d'Aitape du 15 au 25 juillet pour harceler les communications japonaises. Il a également pris part au débarquement du 30 juillet à Sansapor, complétant ainsi une série de sauts amphibies le long de la côte nord de la Nouvelle-Guinée.
Le mois d'août 1944 est passé à Sydney et à des exercices de flotte au la|rge de la Nouvelle-Guinée. Après une période de cale sèche, le Hutchins quitta la baie de Humboldt le 12 septembre pour prendre part au débarquement de Morotai, un tremplin vers les Philippines. Il a bombardé des pistes d'atterrissage le 16 septembre et est retourné à Seeadler Harbor le 29 septembre pour se préparer à l'invasion des Philippines. La flotte d'invasion est arrivée au golfe de Leyte le 20 octobre. Le Hutchins a participé au bombardement préalable à l'invasion, et à l'écrasement de la flotte, après l'assaut initial.
Alors que la flotte japonaise se dirigeait vers les Philippines dans une vaste tentative à trois volets pour stopper l'invasion, le Hutchins a rejoint les forces de surface de l'amiral Jesse Oldendorf qui attendaient dans le détroit de Surigao la force sud de l'amiral Shoji Nishimura. Dans cette phase de la bataille du golfe de Leyte, appelée bataille du détroit de Surigao, le Hutchins, navire-amiral du 24e escadron de destroyers (Destroyer Squadron 24 - DesRon 24) du capitaine K.M. McManes, était posté sur le flanc droit de la force rassemblée par Oldendorf. Alors que Nishimura remontait le détroit au début du 25 octobre, ses navires ont été harcelés par des PT boats, puis attaqués par des destroyers. Le groupe de Hutchins s'est dirigé vers le sud, a lancé des torpilles vers 3h30 et a viré pour se rapprocher. Lorsque les gros navires japonais ont commencé à ralentir et à se disperser, les destroyers ont tiré une deuxième série de torpilles. Le Michishio a été frappé par une torpille tirée par l'USS McDermut (DD-677), puis achevé par un tir de canon du Hutchins à la position géographique de 10° 25′ N, 125° 23′ E. Après avoir échangé des tirs de canon avec les navires lourds japonais, McManes a mis l'escadron hors de portée afin que les plus gros canons de la flotte en attente puissent s'engager.
Après les actions du golfe Leyte, le Hutchins est retourné à la projection. Il tomba sur une coque non répertoriée le 26 octobre et après avoir aidé à repousser les attaques aériennes jusqu'au 29 octobre, il fit route vers San Francisco via Pearl Harbor, arrivant le 25 novembre 1944 pour des réparations.

### 1945
Des exercices d'entraînement ont eu lieu jusqu'au 3 février, date à laquelle le navire s'est dirigé vers Saipan pour rejoindre un groupe de porte-avions pour l'opération Iwo Jima. Son groupe de porte-avions est arrivé trois jours avant le débarquement pour bombarder les positions japonaises et soutenir l'opération en février et mars 1945. Après la prise de l'île, le Hutchins est retourné à Ulithi avant d'embarquer le 27 mars pour l'opération de prise d'Okinawa, la dernière étape de la campagne de saut d'île vers le Japon. Il a protégé un groupe de transport pendant les quatre premiers jours d'avril et a aidé à repousser les attaques aériennes avant d'être affecté à l'appui-feu le 4 avril. Le Hutchins a passé les heures de jour suivantes près des plages et ses nuits, à protéger la flotte. Il a revendiqué plusieurs avions abattus lors d'une grande attaque aérienne le 6 avril et a aidé le destroyer USS Newcomb (DD-586) endommagé.

### Destinée
Alors qu'il effectuait des opérations de soutien rapproché le 27 avril, le Hutchins a été attaqué par un bateau à moteur suicide japonais de classe Shin'yō qui s'était glissé dans la formation et avait largué une charge explosive près de sa coque. Le Hutchins a été violemment secoué par l'explosion et a été gravement endommagé, mais il n'y a pas eu de victimes et l'inondation a été maîtrisée. Le navire se retire à Kerama Retto pour des réparations temporaires, puis fait route vers Portland dans l'Oregon, le 15 juillet 1945.
Toujours en réparation à la fin de la guerre, le Hutchins est remorqué à Puget Sound le 20 septembre 1945, déclassé à Bremerton dans l'état de Washington, le 30 novembre 1945, et vendu à la ferraille en janvier 1948 à Learner & Co, à Oakland en Californie.

## Décorations
Le Hutchins a reçu six battles stars pour son service pendant la Seconde Guerre mondiale.

### Littératures
- (de) Stefan Terzibaschitsch: Zerstörer der U.S. Navy. Bechtermünz Verlag, Augsburg 1997,  (ISBN 3-86047-587-8).
- (en) Alan Raven: Fletcher Class Destroyers. Naval Institute Press, Annapolis 1986,  (ISBN 0-87021-193-5).
- (en) Jerry Scutts: Fletcher DDs (US Destroyers) in action (Warships No. 8). Squadron/signal publications, Carrollton Texas 1995,  (ISBN 978-0-89747-336-1).
- (en) Theodore Roscoe: Destroyer Operations in World War II. United States Naval Institute, Annapolis 1953,  (ISBN 978-0-87021-726-5).